# Rhian Sheehan
Pour les articles homonymes, voir Sheehan.
 (août 2016).
Si vous disposez d'ouvrages ou d'articles de référence ou si vous connaissez des sites web de qualité traitant du thème abordé ici, merci de compléter l'article en donnant les références utiles à sa vérifiabilité et en les liant à la section « Notes et références ».
Rhian Sheehan est un compositeur et producteur néo-zélandais né à Nelson.

## Biographie
Sheehan a sorti son premier album en 2001 Paradigm Shift (en), et a depuis sorti quatre albums ainsi qu'une compilation de remixes de différents travaux réalisés par d'autres artistes néo-zélandais et internationaux. Son album de 2009 Standing in Silence, son EP de 2011 Seven Tales of The North Wind et ses pistes longues de 2013 Stories From Elsewhere sont une étape importantes dans ses travaux antérieurs electronica car sa musique prend une direction expérimentale plus shoegazing, post-rock et ambient.
Le travail de Sheehan a été mis sur divers CD de compilations, notamment la vente multi-platine Cafe del Mar (compilations de CD vol 10 et 11). Sheehan a également écrit certaines musiques apparues régulièrement dans des émissions de télévision tel que sur la BBC britannique, y compris la meilleure note pour Top Gear, ainsi que sur The Discovery Channel et la chaîne National Geographic. 
Sa musique a également été entendu dans une variété de spots TV, bandes annonces de films et des courts métrages. En 2009, il compose la bande originale du National Space Centre (en) britannique We Are Astronomers, un 360° Film Dome complet raconté par David Tennant, et qui a été vu par environ un million de personnes[réf. nécessaire]. En 2009 Sheehan a composé la musique du 13e épisode en prime-time de la série TV dramatique The Cult (en), pour lequel il reçoit un prix Qantas Film & TV de la meilleure musique originale et un Emmy Award, avec la série Reservoir Hill. En 2012, il écrit la musique du film documentaire anglais 3D Planétarium We are aliens raconté par Rupert Grint.
En juillet 2012 Google Preco Records Japon a publié ensemble ses albums, Standing in Silence et Seven Tales of The North Wind en édition double box, ensemble limité qui comprend des bonus, dont le remix de Emprunter The Past du groupe américain post-rock ambiant Hammock (en).
En mars 2013, la marque américaine Darla Records sort Stories From Elsewhere. L'album a également été publié au Japon par Preco Records, en Nouvelle-Zélande et en Australie par Recordings LOOP.
En octobre 2013, il termine d'écrire la bande originale du film britannico-américain Back To The Moon For Good, produit par Planétarium fulldome film. Commandée par XPrize, le film est raconté par Tim Allen. Le film en images de synthèse de 25 minutes met en lumière l'histoire de l'exploration de la lune et offre un regard d'initié sur les équipes en lice pour les 30 millions de dollars du concours Google Lunar XPrize, le plus grand prix décerné à ce jour. Le film est produit par le National Space Centre (en) et Robert K. Weiss.

## Discographie
- Paradigm Shift (2001)
- Music for Nature Documentaries – remix album (2004)
- Tiny Blue Biosphere (2004)
- New Zealand Landscapes – Livre/CD (2008)
- Standing in Silence (2009)
- Seven Tales of The North Wind - EP 7 titres (2011)
- Stories From Elsewhere (2013)

## Récompenses et nominations
- Gagnant du Best Original Score à Qantas Film et Television Awards (2010)
- Finaliste pour Best Live Performance Wellingtonista Prix (2009)
- Finaliste pour Best Animated Video Festival Animation 2009 Sélection officielle (Directeur) pour Debout dans Silence Pt3 (2009)
- Finaliste pour Best Electronic Album à la BNet NZ Music Awards (en) (2005)
- Finaliste pour Most Outstanding Musician à la BNet NZ Music Awards (en) (2005)
- Gagnant du Best Animated Video de Young Guns internationaux Video Awards (2004)
- Participant du Best Video Handle the Jandal Music Video Awards pour An Afternoon on the Moon (2003)
- Gagnant du Best Video Handle the Jandal (en) Music Video Awards pour Attente (2002)
- Finaliste pour Best Electronica Album au BNet NZ Music Awards (en) (2002)
- Finaliste pour Best Electronica Album à la BNet NZ Music Awards (en) (2002)